# 信濃毎日新聞
信濃毎日新聞（しなのまいにちしんぶん、英: The Shinano Mainichi Shimbun）は、長野県長野市と松本市に本社を置く信濃毎日新聞株式会社が発行する朝刊単独の地方新聞である。通称は信毎（しんまい）。
長野県を代表する県紙であり、発行部数は37万8903部、県内普及率は42.2％（2024年10月時点）。

## 概要
1873年（明治10年）7月5日に『長野新報』として創刊。1881年より現在の題号となる。第二次世界大戦前は山路愛山、風見章、桐生悠々などが主筆を務めた。
1975年（昭和50年）頃までは長野市などの北信地方偏重の影響があり、特に東海地方の影響が強い南信地方の南信州地域（飯田市および下伊那郡に相当）や、中信地方西部の木曽地域では現在でも『中日新聞』が普及している傾向にある。
1991年（平成3年）からはアメリカ合衆国ミズーリ州のセントルイス・ポストディスパッチ紙と提携している。
2014年（平成26年）3月24日の朝刊から、1ページ12段（従来は15段）1行13字に変更した。
社名を「信濃毎日新聞」と名乗ってはいるが、毎日新聞社とは資本・協力関係ともに一切ない。その一方で、朝日新聞社との関係は強く、2005年2月から2014年3月までは中馬清福（2001年まで朝日で政治部次長・論説主幹・代表取締役専務などを歴任）が主筆を務めていた。
2021年9月19日、紙齢50000号を達成した。また、同年12月14日には公式ウェブサイトを「信濃毎日新聞デジタル」としてリニューアルした。
2022年12月2日、「五色のメビウス」取材班が菊池寛賞を受賞した。2023年9月12日、同月30日付で夕刊を休刊することを発表した。
2024年秋の完成を目指して松本市今井に新印刷工場「松本印刷センター」を建設することにしている。同じく2024年秋から『読売新聞』の長野県内配達分を受託印刷等を行うことで合意しており、読売新聞グループの報知新聞社が発行する『スポーツ報知』の印刷なども受託する予定である。
また、2025年春からは『朝日新聞』の長野県内配達分の受託印刷を行うことで合意しており、印刷工場と新聞販売店の輸送距離が短くなり豪雪や豪雨時の輸送の安定性が高まるとしている。。

## 社名の変遷
1. 「長野新報」[1]（1873年（明治6年）7月5日〜同年10月2日、隔月刊）
2. 「官許長野毎週新聞」（1874年（明治7年）1月27日〜1876年（明治9年）4月30日、週刊・毎週日曜日刊行）
3. 「長野新聞」（1876年5月10日〜1879年（明治12年）12月28日、隔日刊・毎週月水土曜日刊行）
4. 「長野日日新聞」（1880年（明治13年）1月6日〜同年8月28日、日刊　※日曜・祭日を除く）
5. 「信濃日報」・「信濃毎日新報」（1880年8月30日〜1881年5月25日、日刊 ※日曜・祭日を除く、信濃毎日新報は1880年9月1日創刊）
6. 「信濃毎日新聞」[1]（1881年（明治14年）6月7日〜1945年（昭和20年）4月20日・1945年10月15日〜1946年（昭和21年）6月15日、日刊）
  - 「信濃毎日新報」を吸収合併して改称。
7. 「信濃毎日共同新聞」（1945年4月21日〜同年10月14日[12]、日刊）
  - 終戦前後、政府の命令で在京三紙（朝日新聞・毎日新聞・読売新聞（当時は読売報知））と中日新聞（当時は中部日本新聞）の長野版分を信濃毎日新聞に肩代わりさせ題号の下に四紙の題号を併載し共同新聞とした。
8. 「信濃毎日新聞」・「夕刊信州」（1946年6月16日〜1949年（昭和24年）12月26日、日刊）
  - 関連会社の「夕刊信州社」を設立し夕刊を復活。
9. 「信濃毎日新聞」・「夕刊信毎」（1949年12月27日〜1952年8月31日、日刊）
  - 「夕刊信州社」を吸収合併したが独立夕刊が継続。最初は「夕刊信濃毎日新聞」。
10. 「信濃毎日新聞」（1952年（昭和27年）9月1日〜、日刊）

## 信濃毎日新聞株式会社
登記上の商号は新聞名と同じ「信濃毎日新聞」であるが、通称として末尾に「社」を付け「信濃毎日新聞社」と呼称する場合もある。

### 現在の事業所
2022年時点。現在の所在地は信毎読者サイトなーのちゃんクラブ 信毎への窓口総合案内を参照。
- 長野本社 - 長野市大字南長野南県町657番地（商業登記上の本店）
  - 須坂支局 - 須坂市屋部町1327番地
  - 千曲支局 - 千曲市粟佐1305番地4
  - 中野支局 - 中野市三好町二丁目4番41号
  - 飯山支局 - 飯山市福寿町1114番地10
- 松本本社 - 松本市中央二丁目20番2号（信毎メディアガーデン）[1][13]
  - 塩尻支局 - 塩尻市大門七番町8番10号
  - 安曇野支局 - 安曇野市豊科5935番地1
  - 大町支局 - 大町市大町4624番地1
  - 白馬支局 - 北安曇郡白馬村北城1288番地3
  - 木曽支局 - 木曽郡木曽町福島5760番地
- 諏訪支社 - 諏訪市小和田南13番6号
  - 岡谷支局 - 岡谷市赤羽二丁目2番13号
  - 茅野支局 - 茅野市仲町17番14号
- 伊那支社 - 伊那市中央4628番地の3
  - 駒ヶ根支局 - 駒ヶ根市上穂南3番14号
- 飯田支社 - 飯田市本町三丁目26番地
- 上田支社 - 上田市常磐城五丁目3番28号 
  - 東御支局 - 東御市田中178番地17
- 佐久支社 - 佐久市瀬戸西原1203番地の1
  - 軽井沢支局 - 北佐久郡軽井沢町軽井沢471番地5
  - 小諸支局 - 小諸市東雲一丁目1番11号
- 東京支社 - 東京都中央区築地四丁目7番1号
- 名古屋支社 - 愛知県名古屋市中区栄四丁目16番8号 栄メンバーズオフィスビル6階

### 過去の事業所
- 大阪支社 - 大阪府大阪市北区曽根崎新地一丁目3番16号 京富ビル9階
- 新潟支局 - 新潟県新潟市中央区旭町通2番町5239番地
- 上越支局 - 新潟県上越市木田一丁目

※新潟県上越地域では1951年〜1970年まで信濃毎日新聞上越版が発行されていた。

### 印刷工場
- 長野製作センター - 長野市青木島四丁目3番3号
- 松本印刷センター - 松本市今井7160番地
- 塩尻製作センター - 塩尻市広丘高出1963番地1

※塩尻製作センターでは朝日新聞、日本経済新聞、日本農業新聞の受託印刷を行っている（日経の配送対象地域は長野県・山梨県）。なお、長野製作センターの輪転機更新後の2026年春ごろに塩尻製作センターは閉鎖予定である。
※松本印刷センターは2024年11月に稼働開始し、読売新聞を受託印刷を行っている。

## 歴代社長
- 小坂善之助
- 小坂順造
- 小坂武雄
- 小坂徳三郎
- 石原俊輝
- 小坂健介（1993年 - 2011年、武雄の子）
- 小坂壮太郎（2011年3月 - 現任、健介の子）

## ラテ欄

### テレビ欄
以下の記述は朝刊掲載分についてであり、長野県内全共通。表の「なし」はチャンネル番号の記載がないことを表す。
2023年12月1日現在
| メインテレビ面（最終面） | 第2テレビ面（中面）                                                                                         |
| --- | --- |
| 1 NHKテレビ（長野局） 2 NHK Eテレ（長野局） 4 TSBテレビ信州 5 abn長野朝日放送 6 SBC信越放送 8 NBS長野放送 BS1 NHK BS BS4K 1 NHKBSP4K BS4 BS日テレ BS5 BS朝日 BS6 BS-TBS BS7 BSテレ東 BS8 BSフジ | BS10 BS10ビーエステン なし テレ東 BS11 BS11イレブン BS12 BS12 トゥエルビ BS231 放送大学テレビ CS 時代劇専門 |

- 基本的に県内地上波局6局はフルサイズで掲載。2011年3月31日付発行分まではSBC→NBS→TSB→abn→NHK総合→同教育の並びだった。
- テレビ東京・中京広域圏5局はハーフサイズ。衛星放送についてもすべての局がハーフサイズ。東京キー局や中京広域圏の局は県内ケーブルテレビの区域外再放送で視聴可能。一部地域ではアンテナ受信でも視聴可能。
- ただし、第2テレビ面の日本テレビ・テレビ朝日・TBSテレビ・フジテレビの掲載は2014年7月24日付発行分で終了となり、空いたスペースに放送大学(当時)、アニマックス、日本映画専門、GAORA、時代劇専門が掲載されるようになった。
- その後、衛星放送局の開閉局があり、TweltvとWOWOWプライムの掲載面が入れ替わり、更に以下のように掲載局が入れ替わった。
  - WOWOWシネマ→NHK BS4K
  - Dlife→J SPORTS1
  - BSスカパー!→BS松竹東急
- 以前は山梨放送の番組表もハーフサイズで掲載されていた（テレビ山梨は掲載された事が無い）。
- 県内のケーブルテレビ局の自主制作チャンネルの番組表も地域面にそれぞれ掲載。
- 2023年5月16日に第2テレビ局を再編。中京広域局などの掲載を終了。
- 2023年7月11日にメインテレビ面を再編。NHK BS1とBSプレミアム以外のBSおよびテレビ東京は第2テレビ面に移動した（それまで第2テレビ面に掲載されていた掲載局のうち、BSイレブンと放送大学テレビ以外は掲載終了）が、不評だったため、8月3日からBSの番組表がメインテレビ面に戻り（番組紹介を削除）、第2テレビ面にテレビ東京と一部無料BS・CS局、番組紹介を掲載。
- 2023年12月1日にNHK BS1と NHK BSプレミアムがNHK BSに再編された事に伴い、BSプレミアムの位置にBSプレミアム4Kが掲載されるようになった。
- 2025年7月1日より、前日に閉局したBS松竹東急に代わり、BS10が掲載されるようになった。

### ラジオ欄
以下の記述は朝刊掲載分についてであり、長野県内全共通。
| ラジオ面（中面）                                                                   |
| ---------------------------------------------------------------------------------- |
| AM SBCラジオ AM NHK第1（長野局） AM NHK第2（長野局） FM NHK-FM（長野局） FM FM長野 |

- 長野県内の各ラジオ局をフルサイズで、周波数は番組表上段にまとめて掲載。
- 2023年5月15日までは、東京FMキー局のTOKYO FMと短波放送のラジオNIKKEIをハーフサイズで、また東京AMキー局（TBSラジオ・文化放送・ニッポン放送）と在名ラジオ局（CBCラジオ・東海ラジオ・FM AICHI）を夕方18時以降の超ハーフサイズで掲載されていた。周波数は親局のものを局名の横に掲載。
- 県内のコミュニティFM局（FMぜんこうじ・FM軽井沢・FMさくだいら・iステーション・エルシーブイFM769）の番組表も地域面に掲載。
- 2023年5月16日の第2テレビ面再編に伴い、長野県外ラジオ局の掲載が終了した。

## 地域面
信濃毎日新聞では、地域面を4つに分けている。主な地域分けは以下のとおり。
長野本社管轄
- 北信版：長野市、須坂市、中野市、千曲市、飯山市、上高井郡、下高井郡、上水内郡、下水内郡、埴科郡坂城町
- 東信版：上田市、東御市、小諸市、佐久市、千曲市（旧更級郡上山田町・埴科郡戸倉町のみ）、北佐久郡、南佐久郡、埴科郡坂城町

松本本社管轄
- 中信版：松本市、塩尻市、安曇野市、大町市、東筑摩郡、北安曇郡、木曽郡
- 南信版：岡谷市、諏訪市、茅野市、飯田市、駒ヶ根市、伊那市、諏訪郡、上伊那郡、下伊那郡

## 地元放送局との関係
信越放送(SBC、テレビはTBS系列、ラジオはJRN・NRN系列）の設立に参画、同局の筆頭株主であり、ニュース番組は信毎ニュースのタイトルや「協力 信濃毎日新聞」のクレジットを入れて放送している。
一方、長野県内での競合局である、長野放送（NBS、フジテレビ系列）、テレビ信州（TSB、日本テレビ系列）、長野朝日放送（abn、テレビ朝日系列）、長野エフエム放送（FM長野、JFN系列）にも資本参加している。

## 誤報
- 松本サリン事件では第一通報者犯人説による虚偽の内容を報道、人権を侵害し当該事件の第一通報者で被害者でもある河野義行に訴えられた。信濃毎日新聞は1995年6月2日、「河野さん、事件と無関係」という見出しの記事を掲載した上で、二段囲みの「おわび」を掲載した[18]。おわび記事の掲載を受け、同年6月9日地裁松本支部における二回目の口頭弁論で和解し、原告側は一切の請求を取り下げた。なお、信濃毎日新聞は『河野さんへの疑惑報道が真実に反するものであったことを素直に認め、深く陳謝の意を表します。しかし、法的責任の有無は別問題であります。疑惑報道そのものは、捜査状況を客観的に報じたものであり、法令違反に相当する故意や過失はなかったと判断しています。報道内容は「報道の自由」の枠内にあったと確信しています』といった内容の意見陳述を準備していた[19]。
- 1995年10月15日、特集「松本サリン報道検証」の『検証5河野さんに社名で「おわび」』において、おわび記事掲載を受けて原告側から「信毎の措置を評価し、訴えを取り下げたいという意向が伝えられた」と報道した[19]。しかし後日、「信毎の措置を評価し、和解交渉の場をつくる用意があるとの意向が伝えられた」に訂正された。
- 2015年に掲載した連載記事「現代につむぐ神話」において、執筆者である赤坂真理は伊藤博文について「植民地で殺された」と記載し、そのことが評価を難しくしているとした[20][21]。しかし伊藤博文が暗殺されたのは当時ロシアが利権を持っていた東清鉄道の駅であるハルビン駅であり事実誤認であった。後日、「朝鮮半島の独立運動家に暗殺されたという最期が、評価をむずかしくしている」に訂正された。